# 滋賀県教育委員会
滋賀県教育委員会（しがけんきょういくいいんかい）は、滋賀県の教育委員会である。

## 概要
滋賀県内の教育に関する事務を所掌する行政委員会であり、6人の委員で構成される。2019年3月現在の教育長は、福永忠克。近年は、学力向上、高校改革などの教育改革に取り組んでいる。
広義では、教育委員会の執行機関である教育委員会事務局を含めて、教育委員会と呼ぶこともある。

## 組織
- 教育総務課
- 学校支援課
  - 特別支援教育室
- 教職員課
  - 健康福利室
- 学校教育課 
  - 生徒指導・いじめ対策支援室
  - 全国高等学校総合文化祭推進室
  - 心の教育相談センター
- 人権教育課
- 生涯学習課
- スポーツ健康課
  - 国体準備室
- 文化財保護課
- 琵琶湖文化館
- 埋蔵文化財センター

## 所在地
- 〒520-8577　大津市京町4-1-1

## 市町村教育委員会
- 大津市教育委員会
- 草津市教育委員会
- 長浜市教育委員会
- 甲賀市教育委員会